# Отац ветрова (мађарска митологија)
Мајка ветрова (мађ. Szélatya и Szélkirály) је у мађарској митологији бог и божанство ветра. 
Његов женски пандан је  Мајка ветрова.

## Име на разним језицима
- Азер: Yel ata / Yel baba
- Узбек: Yel Ota
- Татари: Җил Әти или Җил Ата
- Казах: Жел Ата
- Чувап: Ҫил Атте или Ҫил Ашшӗ
- Башкир: Εл Атай
- Сакха: Тыал Аҕа
- Туркмен: Ýel Ata
- Киргиз: Жел Ата
- Хакас: Чил Аба или Чил Ада
- Алтај: Салкын Ада
- Тувин: Салгын Ата
- Балкарски: Джел Ата
- Монголски: Салхи Эцэг
- Бурјат: Һалхин Эсэгэ
- Орјатски: Салькн эцк

Сви они значе, "Отац ветра".

## Опис
Отац ветрова има дугу косу, сребрно оружје и коње који грмње када трче. За њега се каже да се појављује као млад и згодан човек у мађарској митологији, али као старији човек у туркијској митологији.
Он поседује џунглу или силван по имену Сребрна шума.

## Породица
Његов отац је Златни отац (Arany Atya), а мајка се зове Мајка зоре  (Hajnal Anyácska). Међутим, неки извори из турске митологије га помињу да је он син Кајра, првобитног бога.